# Провіденс Парк
«Провіденс Парк» (англ. Providence Park) — багатофункціональний стадіон у місті Портленд, Орегон, США, домашня арена ФК «Портленд Тімберз».
Спортивне поле на місці сучасного стадіону діяло ще з 1893 року. 1926 року побудовано та відкрито сучасну на той час спортивну арену. У 1956, 1982, 2001, 2011 стадіон був реконструйований. У результаті всіх здійснених реконструкцій було збережено первісний дизайн арени, візитівкою якої є J-подібний дах над трибунами.